# Pfaufasanen
Die Pfaufasanen (Polyplectron), gelegentlich auch Spiegelpfaue genannt, sind eine Gattung innerhalb der Familie der Fasanenartigen (Phasianidae). Es handelt sich dabei um kleine bis mittelgroße Fasanen, deren Verbreitungsgebiet sich ausschließlich in den Tropen und Subtropen findet. Verglichen mit anderen Gattungen innerhalb der Fasanenartigen ist ein Sexualdimorphismus zwischen den Geschlechtern nur mäßig entwickelt. Charakteristisch für diese Gattung sind irisierende Augflecken, die die Männchen aller Arten im Schwanzgefieder aufweisen. Sie verlaufen dort häufig bandförmig.

## Erscheinungsbild
Farbenprächtige Hautanhängsel, wie sie die Männchen anderer Gattungen der Fasanenartigen gelegentlich am Kopf und Nackenbereich zeigen, fehlen bei dieser Gattung vollständig. Unbefiederte Partien im Gesicht sind meist kleinflächig und nur in wenigen Fällen auffällig gefärbt.
Das Prachtgefieder beim Männchen weist ein abgerundetes bis nur leicht abgestuftes Schwanzende auf. Charakteristisch ist ein auffallendes Farbband oder ein Muster von irisierenden Augflecken auf den Schwanzfedern. Bei beiden Geschlechtern sind die Flügel stark gerundet. Eine Vielzahl solcher Augflecken, die häufig grünlich schillern, finden sich auch auf den Federn der Flügel oder im Brustbereich. Die Zurschaustellung des Gefieders durch das Männchen spielt eine große Rolle im Balzverhalten.

## Merkmale einzelner Arten
Der Palawan-Pfaufasan ist innerhalb dieser Gattung die am stärksten geographisch isolierte Art. Sein Verbreitungsgebiet ist allein auf die Insel Palawan beschränkt, wo die Urwälder, die seinen Lebensraum darstellen, in zunehmendem Maße durch Holzeinschlag gefährdet sind. Die Art gilt daher als gefährdet. Keinerlei Bestandszahlen liegen über den mit dem Palawan-Pfaufasan eng verwandten Borneo-Spiegelpfau vor. Diese Art lebt im bewaldeten Tiefland Borneos. Es gibt nur wenige Freilandbeobachtungen über diesen Pfaufasan. Die meisten Erkenntnisse über seine Lebensweise wurden an in Gefangenschaft gehaltenen Vögeln gewonnen.

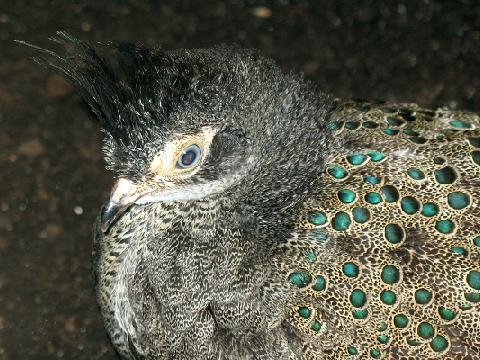
Malaienpfaufasan

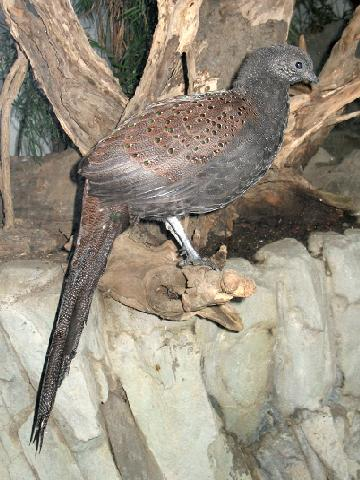
Rothschild-Pfaufasan

Eine enge Verwandtschaft besteht zwischen dem Borneo-Spiegelpfau und dem Malaienpfaufasan. Beide Arten haben Gelege, die grundsätzlich nur aus einem einzigen Ei bestehen. Dies ist einzigartig innerhalb der Familie der Fasanenartigen und möglicherweise Ausdruck ihrer Fähigkeit, das ganze Jahr über brüten zu können. Für den Malayischen Spiegelpfau konnte nachgewiesen werden, dass die Weibchen alle drei bis vier Wochen ein Ei legen können.

## Lebensweise
Grundsätzlich sind Pfaufasanen Vögel, die sich im Unterholz von Wäldern aufhalten. Die Mehrzahl der Arten bevorzugt dabei Wälder des Tieflands. Der Rothschild-Pfaufasan ist die einzige Art unter den Pfaufasanen, die sich Gebirgswälder als Lebensraum erschlossen hat. Er besiedelt auf der Malaiischen Halbinsel Wälder mit dichtem Unterholz in einer Höhenlage zwischen 900 und 1800 Metern.
Auffallend ist, dass viele der Arten nur sehr kleine Gelege legen. Dieses besteht regelmäßig aus einem einzigen Ei. Die Weibchen der Pfaufasanen legen jedoch mehrere Gelege pro Jahr, da ihr tropischer Lebensraum sie an keine spezifische Brutzeit bindet. Für verschiedene Arten wird geschätzt, dass sie pro Jahr zwischen acht und 11 Eiern legen.
Das Ausbrüten des Geleges erfolgt ausschließlich durch das Weibchen. Über die Lebensweise der Pfaufasanen in freier Wildbahn ist nur sehr wenig bekannt – es wird aber gelegentlich erwogen, dass bei dieser Gattung eine sequentielle Polygamie seitens des Männchens vorliegt. Das würde bedeuten, dass zum Zeitpunkt der Eiablage das Männchen das Weibchen verlässt und nach einer neuen Partnerin Ausschau hält. Aus Gefangenschaftshaltung weiß man jedoch, dass auch männliche Elternvögel den Jungen gelegentlich Futterbissen reichen.
Jungvögel schlüpfen nach etwa 20 bis 22 Tagen. Sie sind zuerst nicht in der Lage, Nahrung vom Boden aufzunehmen. Sie werden zu Anfang mindestens vom weiblichen Elternvogel gefüttert. Zumindest in Gefangenschaft ist daran gelegentlich auch der männliche Elternvogel beteiligt. Die Jungvögel erlernen es relativ rasch, selber nach Futter zu picken. Bei einigen Arten sind die Jungvögel sehr schnell in der Lage, auch nach fliegenden Insekten zu haschen. Sie können dabei gelegentlich beobachtet werden, wie sie in die Luft springen, um ein solches Insekt zu fangen.

## Bestand
Mehrere Arten der Pfaufasanen gelten als gefährdet. Ursache ihrer Bedrohung ist die Vernichtung ihrer Lebensräume durch Holzeinschlag. Dies gilt insbesondere für den Palawan-Pfaufasan und den Malayischen Spiegelpfau. Für beide Arten gibt es mittlerweile Zuchtbücher, über die eine Erhaltungszucht so gesteuert werden soll, dass eine Inzuchtdepression vermieden wird.
Als ungefährdet gilt dagegen der Indochina-Pfaufasan. Diese weit verbreitete Art nutzt auch solche Wälder, deren Struktur sich durch Holzeinschlag verändert haben.

## Die Arten
Folgende Arten werden üblicherweise der Gattung der Pfaufasanen zugerechnet:
- Pfaufasanen (Polyplectron) – 7 Arten:
  - Bronzeschwanz-Pfaufasan (P. chalcurum)
  - Rothschild-Pfaufasan (P. inopinatum)
  - Annampfaufasan (P. germaini)
  - Indochina-Pfaufasan (P. bicalcaratum)
  - Malaienpfaufasan (P. malacense)
  - Borneo-Pfaufasan (P. schleiermacheri)
  - Palawan-Pfaufasan (P. napoleonis), früher (P. emphanum)